# Afwezigheid van alle schuld
Afwezigheid van alle schuld (avas) is een buitenwettelijke schulduitsluitingsgrond in het Nederlands strafrecht die voor het eerst door de Hoge Raad werd geïntroduceerd in het Melk en water-arrest van 1916. Het wordt beschouwd als een restcategorie en omvat die gevallen waarin alle strafrechtelijk relevante schuld ontbreekt, zonder dat vereist is dat  daadwerkelijk elke denkbare vorm van schuld afwezig is. In de literatuur wordt onderscheiden tussen vier vormen van afwezigheid van alle schuld: verontschuldigbare feitelijke dwaling, verontschuldigbare rechtsdwaling, verontschuldigbare onmacht en het betrachten van de maximaal te vergen zorg. Deze vier vormen worden hieronder apart besproken.

## Achtergrond en relevantie
De leer van afwezigheid van alle schuld vindt zijn oorsprong in het in 1916 door de Hoge Raad gewezen Melk en water-arrest (HR 14 februari 1916, NJ 1916, 681). Een melkboer werd vervolgd voor het doen afleveren door zijn knecht van met water aangelengde melk. Voor de deelnemingsvorm 'doen plegen' is vereist dat de feitelijke uitvoerder, in casu de knecht, zelf niet strafbaar is. De melkboer beriep zich er echter op dat zijn knecht wel degelijk strafbaar was (en als gevolg daarvan hijzelf vrijuit moest gaan), omdat het afleveren van aangelengde melk een overtreding is en daarvoor geen opzet of schuld vereist is.
De Hoge Raad verwierp deze redenering van de verdachte met de overweging:

dat in de omschrijving van het volgens voormelde artikelen strafbare feit wel niet uitdrukkelijk is vermeld, dat bij hem, die dit feit pleegt, althans eenige schuld aanwezig moet zijn, doch hieruit geenszins mag worden afgeleid, dat bij geheel gemis van schuld de bepaling nochtans van toepassing is;

dat toch niets, bepaaldelijk niet de geschiedenis van het Wetb. van Strafr., er toe dwingt om aan te nemen, dat bij het niet-vermelden van schuld als element in de omschrijving van een strafbaar feit, in het bijzonder van een overtreding, onze wetgever het stelsel huldigt, dat bij gebleken afwezigheid van alle schuld niettemin strafbaarheid zou moeten worden aangenomen, tenzij er een grond tot uitsluiting daarvan in de wet mocht zijn aangewezen;

dat om deze tegen het rechtsgevoel en het — ook in ons strafrecht gehuldigde — beginsel ‘geen straf zonder schuld’ indruischende leer te aanvaarden, de noodzakelijkheid daarvan uitdrukkelijk uit de omschrijving van het strafbare feit zou moeten volgen, hetgeen ten deze niet het geval is;
— Melk en water, vetgedrukte delen door red.

In deze zaak betrof het niet een schulduitsluitingsgrond die door de verdachte werd ingeroepen. Later heeft de Hoge Raad de afwezigheid van alle schuld wel uitdrukkelijk als ongeschreven strafuitsluitingsgrond aanvaard.
Afwezigheid van alle schuld is met name van belang bij overtredingen, omdat daar niet apart hoeft te worden bewezen dat de verdachte opzet of schuld heeft gehad aan het delict (de zogenaamde 'leer van het materiële feit'). Ook kan het bij misdrijven relevant zijn ten aanzien van zogenaamde geobjectiveerde bestanddelen. Doorgaans zal een beroep op afwezigheid van alle schuld bij misdrijven echter een bestrijding van het opzet of de schuld opleveren, zodat sprake is van een bewijsverweer.
Zoals hieronder verder zal blijken is er bij afwezigheid van alle schuld steeds sprake van een verkeerde voorstelling van zaken (dwaling) of een zekere mate van onwetendheid.

## Feitelijke dwaling en putatieve rechtsvaardigingsgrond
De eerste vorm, verontschuldigbare dwaling ten aanzien van de feiten (error facti), doet zich voor als de verdachte geen verwijt kan worden gemaakt van een verkeerde voorstelling van zaken met betrekking tot de bestanddelen van de delictsomschrijving. Dit geval deed zich voor in het Melk en water-arrest: de knecht dwaalde ten aanzien van de samenstelling van de melk.
Feitelijke dwaling speelde ook in de zogenaamde Leeftijd-arresten. De betrokkenen werden verdacht van ontucht met een persoon tussen de 12 en 16 jaar en beriepen zich erop dat ze hadden gedwaald ten aanzien van de leeftijd van de slachtoffers (de leeftijd is een zogenaamd geobjectiveerd bestanddeel, zodat het opzet van de dader daar niet op hoeft te zijn gericht). Deze dwaling was volgens de Hoge Raad echter gezien de aard en de strekking van de strafbepaling niet verontschuldigbaar, nu deze beoogt "personen beneden den leeftijd van zestien jaren ten aanzien van misdrijven tegen de zeden een zo doeltreffend mogelijke strafrechtelijke bescherming te doen geworden" en deze bepalingen "ook de strekking hebben deze jeugdige personen te beschermen tegen verleiding, die mede van hen zelf kan uitgaan", zodat bij een aanvaarding van een beroep op afwezigheid van alle schuld het doel van de strafbepaling zou worden gemist.
Meer onschuldige voorbeelden kunnen worden gevonden in het Verdwaalde toerist-arrest en een arrest over een ondergesneeuwde gele streep. In het eerste geval betrof het een toerist die een wandelspoor volgde maar na enige tijd verdwaalde en onwetend een verboden militair oefenterrein binnenliep en werd gearresteerd. Omdat hij niet kon weten dat hij in verboden terrein rondliep, door bijvoorbeeld een waarschuwingsbord, ontbrak schuld. Het tweede geval betrof een persoon die veroordeeld werd wegens het parkeren op een plaats waar een parkeerverbod gold (aangegeven door een gele streep). De verdachte beriep zich erop dat hij de gele streep niet kon zien, omdat deze ondergesneeuwd was. De Hoge Raad concludeerde echter dat dit voor zijn risico komt.
Ook het bestaan van een zogenaamde putatieve rechtvaardigingsgrond kan een beroep op avas rechtvaardigen. Bij putatieve rechtvaardigingsgronden verkeert men in de veronderstelling dat men een beroep op een rechtvaardigingsgrond toekomt, terwijl dat in werkelijkheid niet het geval is. De verdachte denkt bijvoorbeeld te worden aangevallen en gaat in de verdediging, in de veronderstelling verkerend dat hem een beroep op noodweer toekomt. Putatieve schulduitsluitingsgronden leveren op hun beurt geen (gerechtvaardigd) beroep op avas op.

## Rechtsdwaling
Een tweede vorm van afwezigheid van alle schuld bestaat in de verontschuldigbare dwaling ten aanzien van het geldende recht (error iuris) en is een inbreuk op de juridische fictie dat een ieder geacht wordt de wet te kennen (nemo ius ignorare censetur). Het slaat op die gevallen waarin een burger een wet overtreedt terwijl hij niet op de hoogte is van de wederrechtelijkheid van zijn handeling. Hij moet dus in de overtuiging verkeren dat zijn handelen niet strafbaar is.
De Hullu onderscheidt drie categorieën van rechtsdwaling. Let er daarbij op dat deze vormen van rechtsdwaling lang niet altijd verontschuldigbaar zijn. De eerste categorie bestaat in de onbekendheid met regelgeving. Deze onbekendheid is in de regel niet verontschuldigbaar. Verwacht wordt immers dat men zich op de hoogte stelt van de geldende regelgeving alvorens zich in een bepaalde sector van het maatschappelijk verkeer te begeven. De tweede categorie hangt met de eerste samen en is eveneens doorgaans niet verontschuldigbaar. Het betreft de gevallen waarin men wel op de hoogte is van het bestaan van regelgeving, maar men veronderstelt dat het eigen handelen daar niet onder valt. Wel verontschuldigbaar is het handelen op basis van een vergunning waarvan achteraf blijkt dat deze in strijd met een wettelijk voorschrift is verstrekt.
De derde en meest belangrijke categorie vormen de gevallen waarin men handelt op basis van een (onjuist) advies. Dit deed zich voor in het Motorpapieren-arrest. Het ging in die zaak om een motorrijder die bij een opperwachtmeester van de Rijkspolitie had geïnformeerd of de papieren die hij in bezit had voldoende waren om met zijn nieuwe motorfiets te mogen rijden. Dit werd door de ambtenaar bevestigend beantwoord. Desondanks werd de motorrijder bij een latere controle bekeurd omdat hij niet in het bezit was van een zogenaamd nationaliteitsbewijs. De motorrijder bepleitte tegenover de rechter dat hem hiervan geen verwijt kon worden gemaakt. De Hoge Raad oordeelde dat hij mocht vertrouwen op de inlichtingen die de opperwachtmeester hem had verstrekt. In het arrest Verzwegen vermogen gaf de Hoge Raad enkele algemene criteria die relevant kunnen zijn bij de beoordeling of men in redelijkheid op de juistheid van het ingewonnen advies mag vertrouwen. Deze criteria zijn:
- de onafhankelijkheid en de onpartijdigheid van de adviseur;
- de specifieke deskundigheid van de adviseur;
- de complexiteit van de materie waarover advies wordt ingewonnen;
- de precieze inhoud van de adviezen.

## Verontschuldigbare onmacht
Van verontschuldigbare onmacht spreekt men als sprake is van 'een dwaling ten aanzien van het vermogen om te handelen overeenkomstig de eisen van de wet'. Het handelen wordt daarbij veroorzaakt door een onverwachte stoornis in het lichaam. Machielse noemt als voorbeeld de autobestuurder die een plotselinge en onverwachte hevige allergische reactie krijgt die ertoe leidt dat hij de macht over het stuur verliest en een andere weggebruiker aanrijdt. De Hullu noemt het voorbeeld van een plotseling opgekomen diabetesaanval. De onmacht was in dat voorbeeld verontschuldigbaar, omdat de aanval volkomen onverwacht was opgekomen en de verdachte zich op een geneeskundige verklaring kon beroepen waarin stond dat hij in staat was te rijden. De Hullu merkt in algemene zin op dat onverwachte effecten van geneesmiddelen niet snel een beroep op avas in de zin van feitelijke dwaling zal kunnen rechtvaardigen, omdat de onmacht in die gevallen niet snel verontschuldigbaar zal zijn.
Het verschil met ontoerekenbaarheid zit hem in de aard van de stoornis. Waar bij ontoerekenbaarheid van een psychische stoornis sprake is wordt (verontschuldigbare) onmacht in de regel veroorzaakt door een lichamelijke beperking. Het verschil met psychische overmacht ligt erin dat de oorzaak bij verontschuldigbare onmacht niet van buiten komt. Wil de onmacht verontschuldigbaar zijn, dan mag geen sprake zijn van culpa in causa. Ook wordt verwacht dat men zich laat informeren over of anderszins op de hoogte stelt van eventuele medische bijwerkingen van geneesmiddelen.

## Het betrachten van de maximaal te vergen zorg
De laatste vorm van avas is het betrachten van de maximaal of in redelijkheid te vergen zorg. Het gaat daarbij om die situaties waarin de verdachte al het maximaal van hem te verwachten heeft gedaan om te voorkomen dat hij zich schuldig maakt aan het plegen van een strafbaar feit. Niet wordt verwacht dat hij alle mogelijke zorg betracht, slechts de zorg die in redelijkheid van hem te verwachten is. Een voorbeeld waarin een beroep op avas op deze gronden werd gehonoreerd vormt het arrest Aflatoxine in pinda's. Een vennootschap werd vervolgd voor het verkopen van pinda's met een te hoog gehalte aan aflatoxine B1, zijnde een overtreding van de Warenwet. De vennootschap beriep zich erop alle mogelijke voorzorgsmaatregelen te hebben genomen om overtreding te voorkomen. De Hoge Raad honoreerde het beroep en ontsloeg de vennootschap van alle rechtsvervolging.
De Hullu merkt op dat voor de honorering van een beroep op 'maximaal te vergen zorg' veel gevraagd zal worden, maar verwacht wel dat het belang van deze schulduitsluitingsgrond in de toekomst zal toenemen. In gelijke zin noemen Wemes en Ten Voorde een beroep op 'maximaal te vergen zorg' in de praktijk weinig kansrijk.